# Lake Riverside
Lake Riverside ist ein Census-designated place im Riverside County im US-Bundesstaat Kalifornien. Die Gemeinde ist nach dem gleichnamigen See in der Ortschaft benannt. Das U.S. Census Bureau hat bei der Volkszählung 2020 eine Einwohnerzahl von 1.375 ermittelt.

## Geografie
Lake Riverside liegt im Süden des Riverside Countys in Kalifornien an der California State Route 371 zwischen den Gemeinden Aguanga und Anza.
Mit einer Fläche von ungefähr 18,8 km², die sich fast vollständig aus Land zusammensetzt, beträgt die Bevölkerungsdichte 74 Einwohner pro Quadratkilometer. Das Ortszentrum liegt auf einer Höhe von 1086 Metern.

## Politik
Lake Riverside ist Teil des 28. Distrikts im Senat von Kalifornien, der momentan vom Demokraten Ted W. Lieu vertreten wird. In der California State Assembly ist der Ort dem 71. Distrikt zugeordnet und wird somit vom Republikaner Brian Jones vertreten. Auf Bundesebene gehört Lake Riverside Kaliforniens 36. Kongresswahlbezirk an, der einen Cook Partisan Voting Index von R+1 hat und vom Demokraten Raul Ruiz vertreten wird.